# Striglina
Striglina är ett släkte av fjärilar. Striglina ingår i familjen Thyrididae.

## Bildgalleri

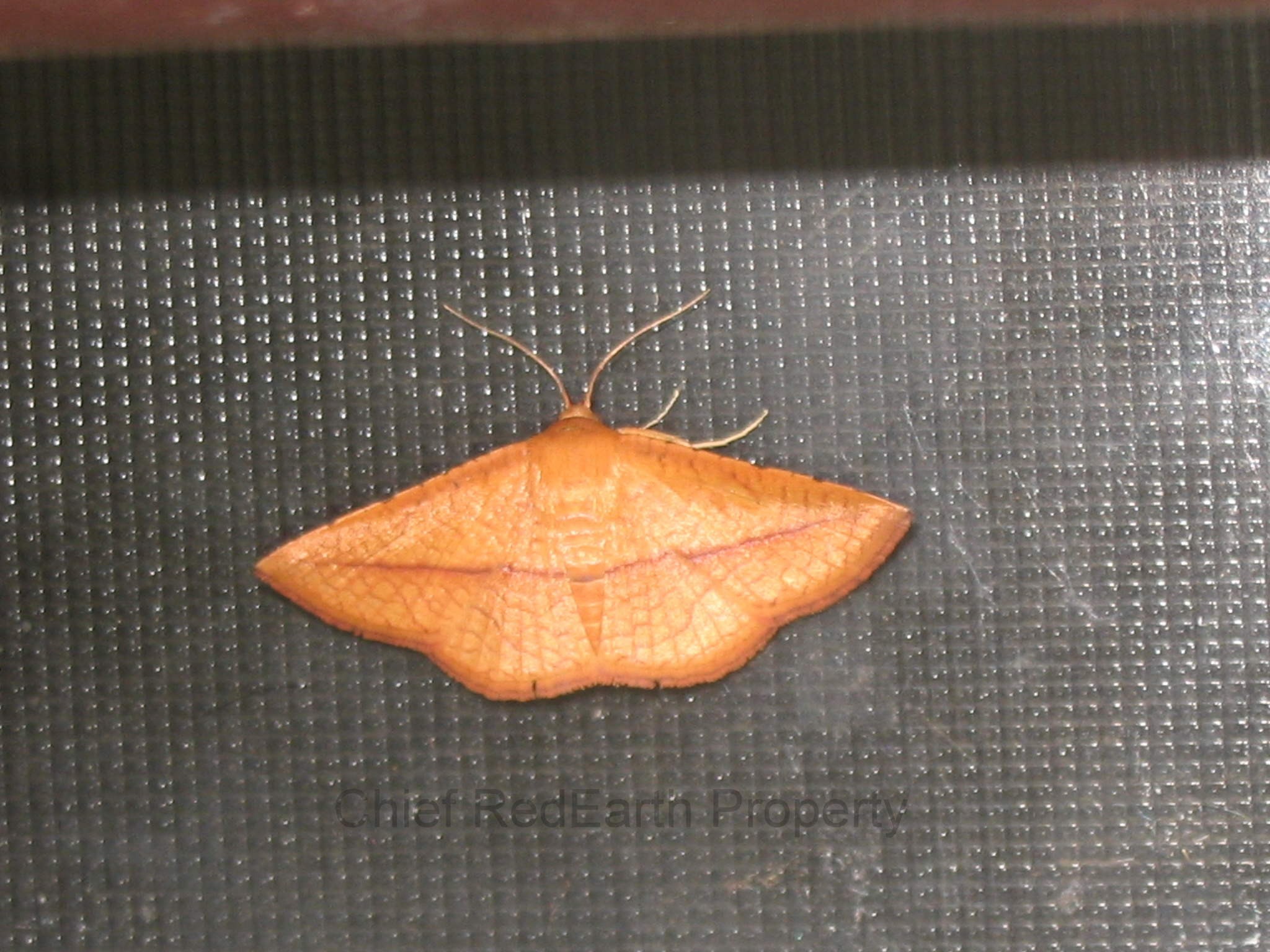

## Dottertaxa tillStriglina, i alfabetisk ordning[1]
- Striglina abella
- Striglina advena
- Striglina aenea
- Striglina alineola
- Striglina amani
- Striglina asinina
- Striglina atrata
- Striglina augescere
- Striglina bifida
- Striglina bispota
- Striglina blaesa
- Striglina buergersi
- Striglina cancellata
- Striglina castaneata
- Striglina certa
- Striglina cinnamomea
- Striglina clathrata
- Striglina clathratipennis
- Striglina clava
- Striglina conjuncta
- Striglina crassisquama
- Striglina curvilinea
- Striglina curvita
- Striglina cuticula
- Striglina cymba
- Striglina dactylica
- Striglina declivita
- Striglina diargema
- Striglina divisata
- Striglina duplicifimbria
- Striglina eguttalis
- Striglina elaphra
- Striglina elea
- Striglina fainta
- Striglina feindrehala
- Striglina ferula
- Striglina fidelia
- Striglina fixseni
- Striglina hala
- Striglina iambia
- Striglina interrupta
- Striglina inversa
- Striglina irresecta
- Striglina lilacina
- Striglina lineola
- Striglina mediofascia
- Striglina meridiana
- Striglina mimica
- Striglina minutula
- Striglina navigatorum
- Striglina nemorosa
- Striglina nigrata
- Striglina obscura
- Striglina oceanica
- Striglina oecia
- Striglina opulenta
- Striglina paravenia
- Striglina particula
- Striglina propatula
- Striglina pyriniata
- Striglina restricta
- Striglina reticulata
- Striglina roseus
- Striglina rothi
- Striglina rubicunda
- Striglina rufescens
- Striglina rufivestis
- Striglina scalaria
- Striglina scalata
- Striglina scitaria
- Striglina sectura
- Striglina sinewiti
- Striglina stricta
- Striglina strigifera
- Striglina strigosa
- Striglina superior
- Striglina suzukii
- Striglina synethes
- Striglina szechuanensis
- Striglina thermesioides
- Striglina tibiaria
- Striglina trepida
- Striglina vavauensis
- Striglina venia
- Striglina venilia
- Striglina vietnamensis